# Artem Rogowoi
Artem Rogowoi, ukr. Артем Роговой (ur. 1988 w Kehycziwce w obwodzie charkowskim) – ukraiński malarz.

## Życiorys
Urodził się w 1988 r. w Kehycziwce w obwodzie charkowskim. Po ukończeniu dziewiątej klasy szkoły średniej wstąpił w 2004 r. do Charkowską Państwową Szkołę Sztuk Pięknych, którą ukończył z wyróżnieniem. Następnie podjął studia na Charkowskiej Akademii Designu i Sztuk Pięknych, uzyskując dyplom w zakresie restauracji dzieł sztuki. Jako student czwartego roku zdobył Grand Prix w konkursie na prace o temacie Chwile Życia. Pierwszą indywidualną wystawę jego prac zorganizowano w 2012 r., a kolejne organizowano w dwóch kolejnych latach. Po studiach pracował m.in. w Charkowskiej Szkole Sztuk Pięknych, potem kontynuował pracę jako niezależny artysta.